# Bardolino (víno)

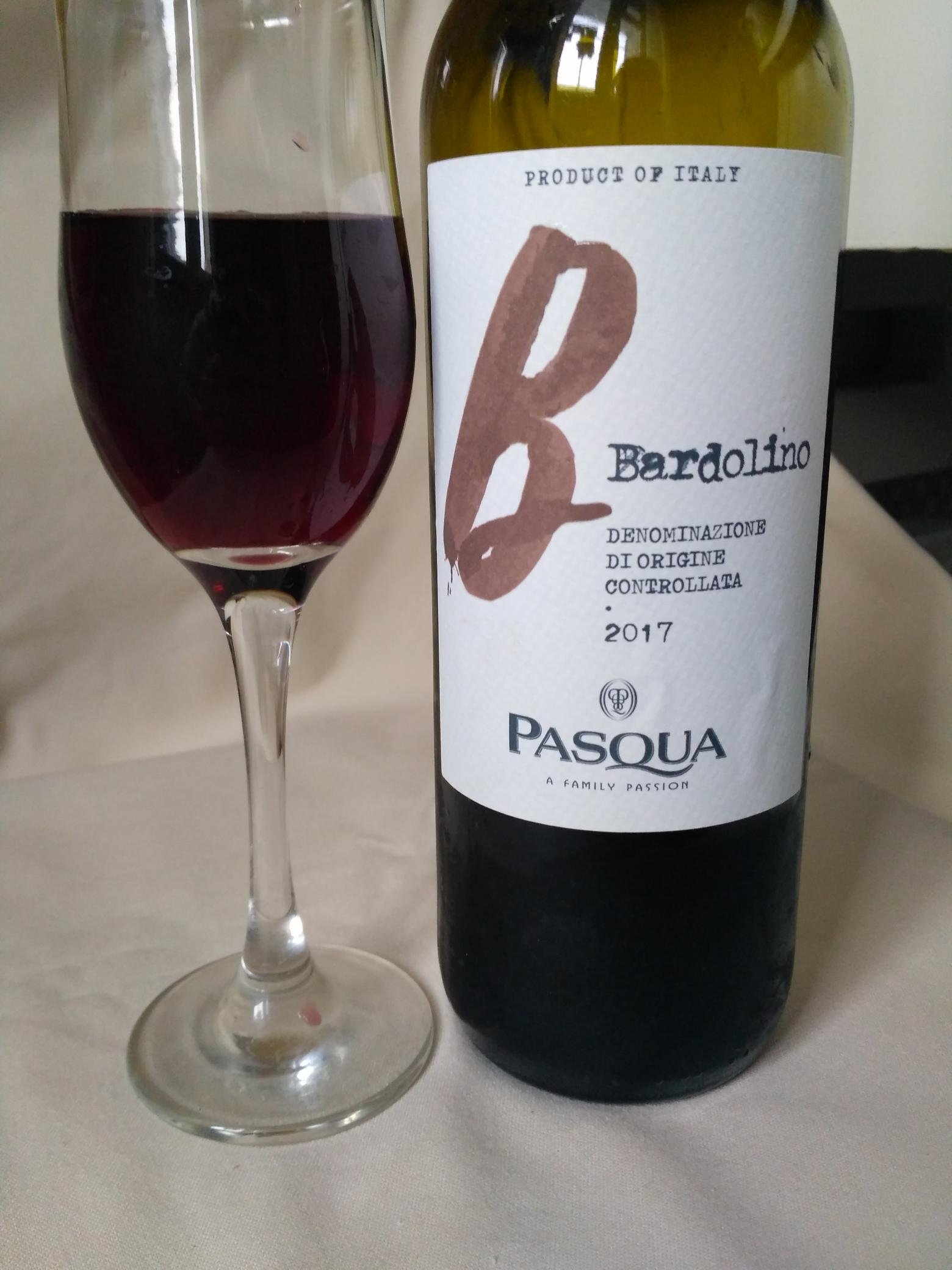
Bardolino víno

Bardolino je italské červené víno, původem z oblasti podél morénových kopců v provincii Verona východně od Gardského jezera. Své jméno dostalo podle města Bardolino na břehu jezera. Bardolino získalo v roce 1968 označení Denominazione di origine controllata (DOC). Pro jeho výrobu se používá směs hroznů odrůd Corvina, Rondinella a Molinara. Až 15 % směsi může pocházet z odrůd Rossignola, Barbera, Sangiovese a případně Garganega.

## Vinařská oblast
Oblast classico, jež se nachází na jihovýchodním pobřeží Gardského jezera, obklopuje města Bardolino, Affi, Cavaion, Costermano, Garda a Lazise. Za touto zónou se směrem na jih rozkládají ploché, úrodné roviny, kde se víno Bardolino vyrábí z hroznů s vysokými výnosy. Asi 45 % produkce pochází z regionu Bardolino Classico, ale na rozdíl od sousedních Veneto DOC, Soave a Valpolicella se nezdá, že by existovaly příliš velké kvalitativní rozdíly mezi víny vyrobenými v oblasti classico a víny původem z větší zóny DOC.

## Hrozny a víno
Tři hlavní odrůdy révy používané k výrobě Bardolina se používají také k výrobě vína Valpolicella, ačkoliv obě vína jsou zcela odlišná. To je částečně proto, že Bardolino obvykle obsahuje méně Corviny, která přidává vínu tělnatost a strukturu a Rondinelly, jež má relativně neutrální chuťový profil. Výnosy v oblasti Bardolino mají též snahu přesahovat 13 tun na hektar, což je množství oficiálně stanovené v omezeních DOC.
Ostatní verze Bardolino jsou Superiore, které má alespoň o 1 procento alkoholu víc a musí zrát nejméně rok, než uvolněno do prodeje, rosé známé jako Bardolino Chiaretto a lehké sekty Frizzante a Novello. Bardolino Novello bylo poprvé vyrobeno koncem 80. let ve stylu, který napodobuje francouzské víno Beaujolais Nouveau.